# Скьявона

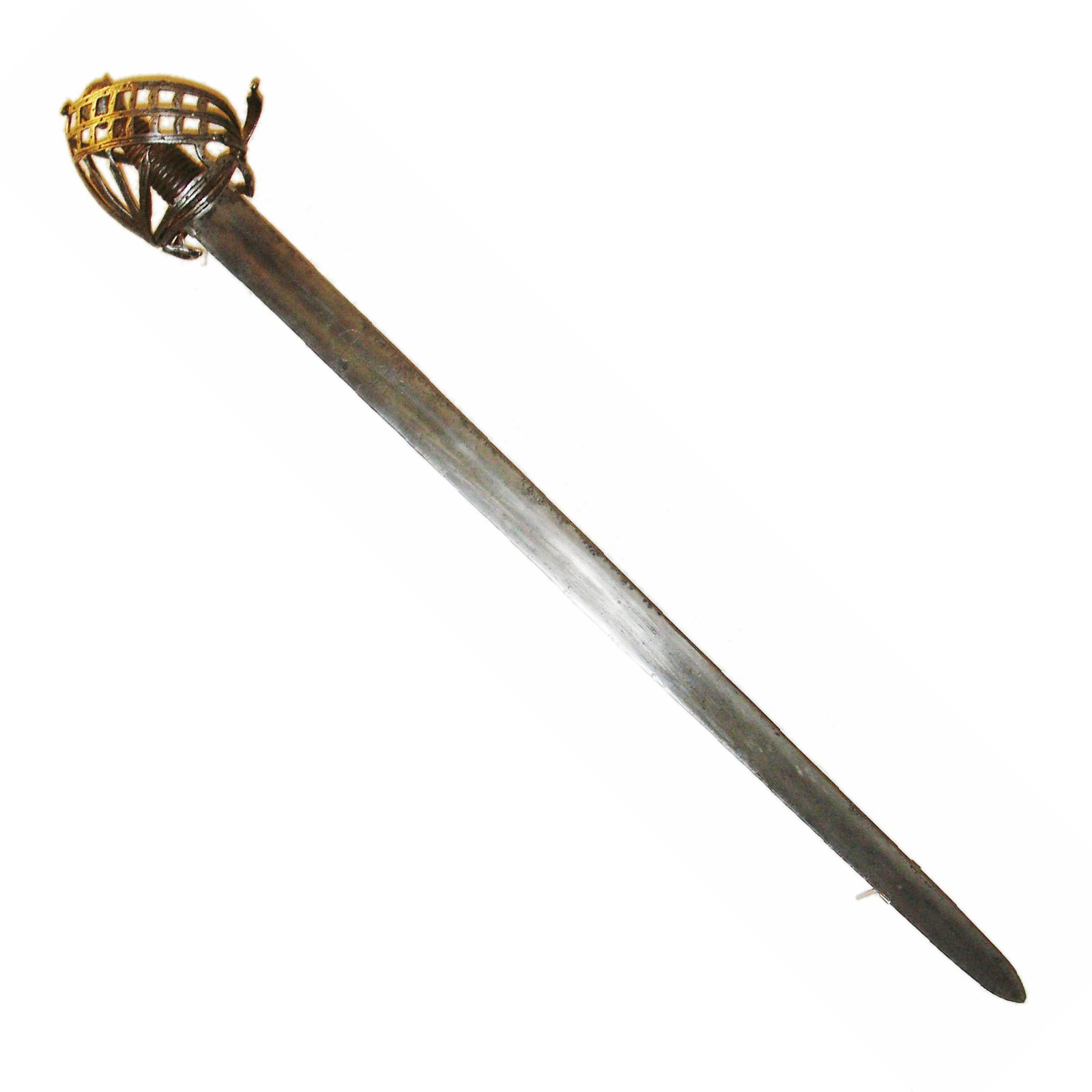

Скьявона (итал. schiavona — славянский) — разновидность холодного оружия, является одной из трёх наиболее распространённых форм мечей с корзинчатой гардой, вместе с шотландским корзинчатым мечом и хаудегеном.
Изначально, в XV веке, словом gli schiavoni обозначали мечи, которыми была вооружена гвардия венецианских дожей; они имели длинные прямые клинки, их отличительной особенностью были горизонтально изогнутые в форме буквы «S» парирующие дужки.
С 1570 года под итальянским влиянием в немецкой императорской армии сформировался тип меча с вытянувшимся клинком и ажурным корзинчатым эфесом. «Спада скьявона» очевидно является прямым наследником gli schiavoni. Позднее скьявоной стали называть все корзинчатые мечи венецианского стиля.
Для скьявоны характерен прямой обоюдоострый клинок шириной около четырёх и длиной около 90 сантиметров. Скьявона с длинным клинком была принята конницей, при Фердинанде II — кирасирами.